# Frank (Cirkus Ildebrand)
Frank er en fiktiv person i den danske film Cirkus Ildebrand fra 1995. Han spilles af Timm Vladimir.
Frank er entreprenør og direktør for Franks Totalentreprise. Han forsøger sammen med sin underordnede medarbejder Stoffer (spillet af Gordon Kennedy) at rive brandstationen tilhørende Mirabella (spillet af Anne Marie Helger) ned.